# 헨리 로크모어

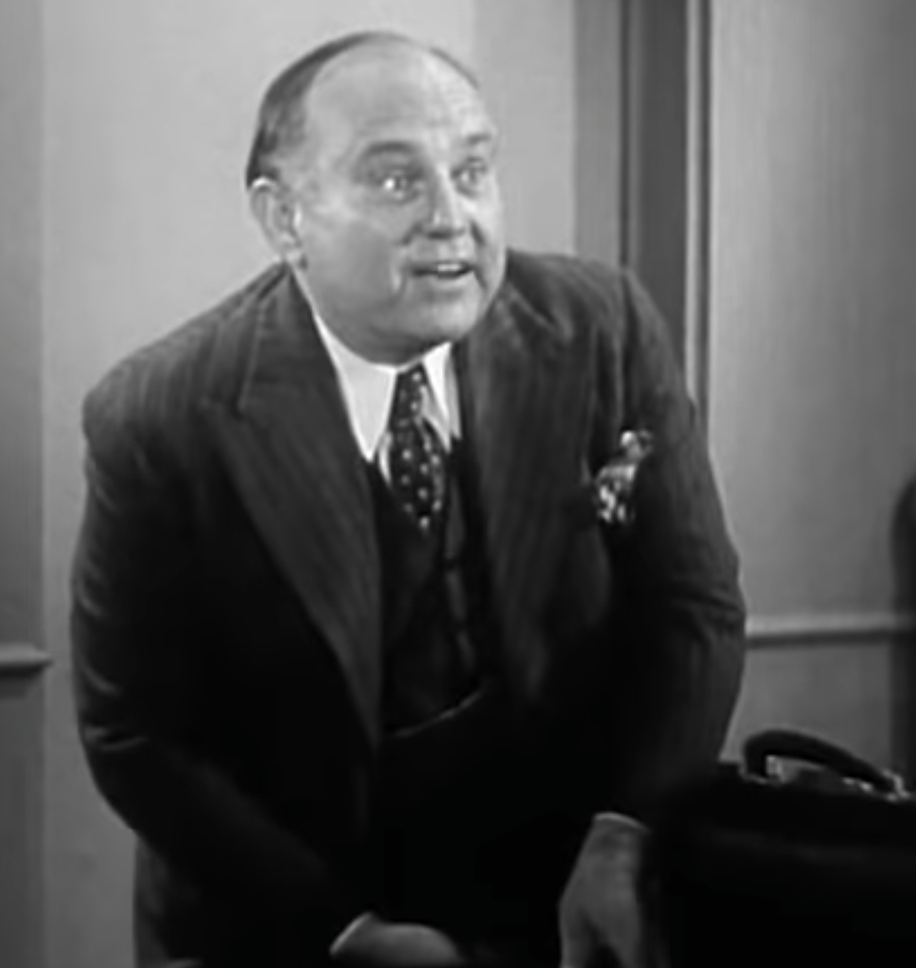

헨리 로크모어(Henry Roquemore, 1886년 3월 13일 ~ 1943년 6월 30일)는 미국의 배우이다.
마셜에서 태어났으며 베벌리힐스에서 심근 경색으로 사망하였다. 포리스트 론 메모리얼 파크에 매장되었다.

## 영화
- 걸 크레이지 (1943년)
- 딕시 (1943년)
- 허스 투 홀드 (1943년)
- 브로드웨이 (1942년)
- 싱 유어 워리스 어웨이 (1942년)
- 오케스트라 와이브즈 (1942년)
- 마이 페이버릿 스파이 (1942년)
- 여성의 해 (1942년)
- 잔지바르 가는 길 (1941년)
- 나이스 걸 (1941년)
- 작은 여우들 (1941년)
- 서부의 사나이 (1940년)
- 베이비 인 암스 (1939년)
- 메이타임 (1937년)
- 젠다성의 포로 (1937년)
- 헐리우드 파티 (1934년)
- 파티 걸 (1930년)
- 참극의 선착장 (1930년)
- 웃는 남자 (1928년)